# Phytomyza distantinervis
Phytomyza distantinervis är en tvåvingeart som beskrevs av Gabriel Strobl 1909. Phytomyza distantinervis ingår i släktet Phytomyza och familjen minerarflugor.
Artens utbredningsområde är Österrike. Inga underarter finns listade i Catalogue of Life.